# Kostel svatého Petra a Pavla (Lindava)
Kostel svatých Petra a Pavla v Lindavě u Cvikova v okrese Česká Lípa je římskokatolický farní kostel. Barokní budova postavená v letech 1699–1702 stojí na hřbitově ve střední části Lindavy, která je administrativně jednou z částí města Cvikova. Kostel spadá pod správu Římskokatolické farnosti v Lindavě a je chráněný jako kulturní památka.

## Historie

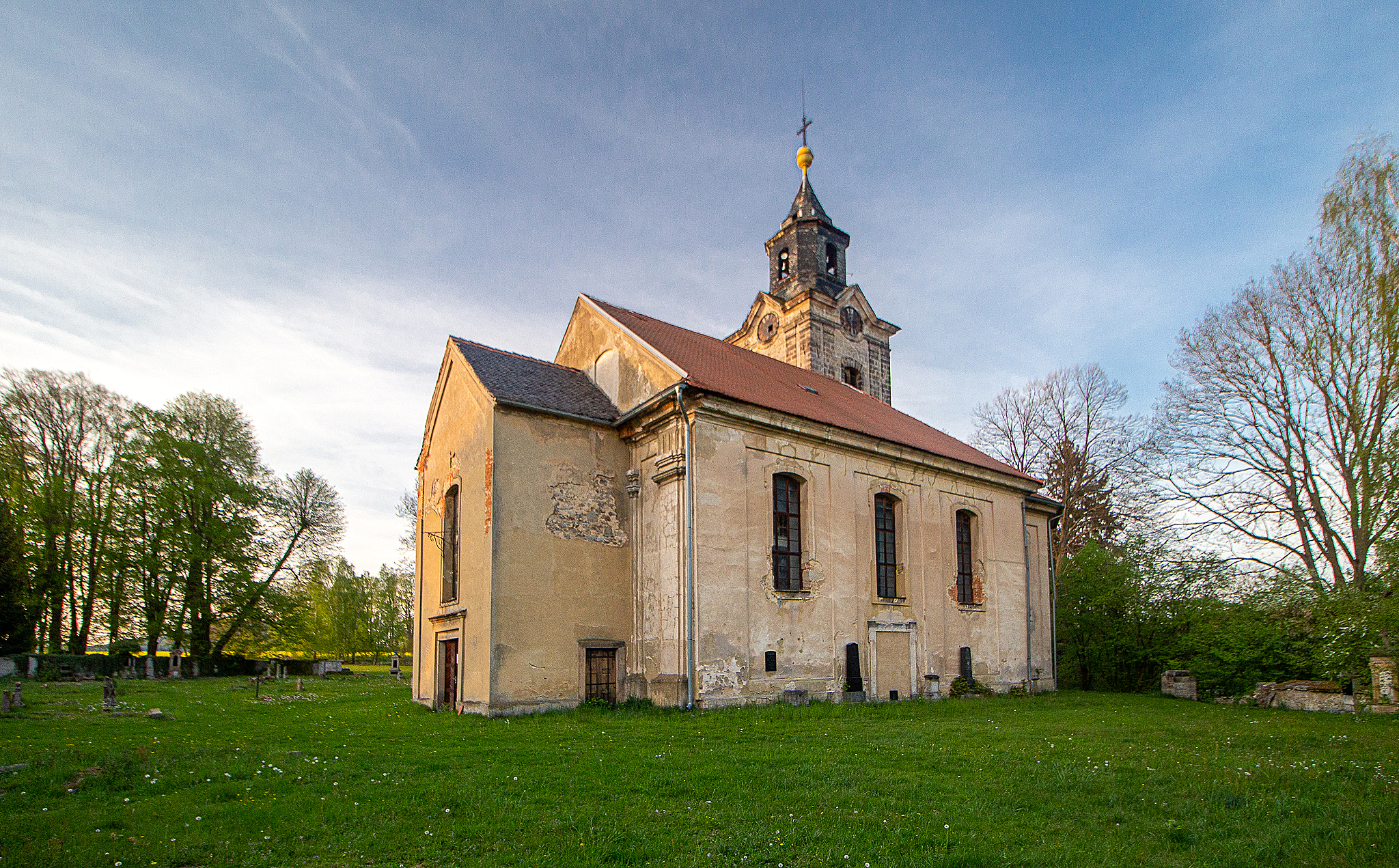
Kostel v Lindavě v roce 2020

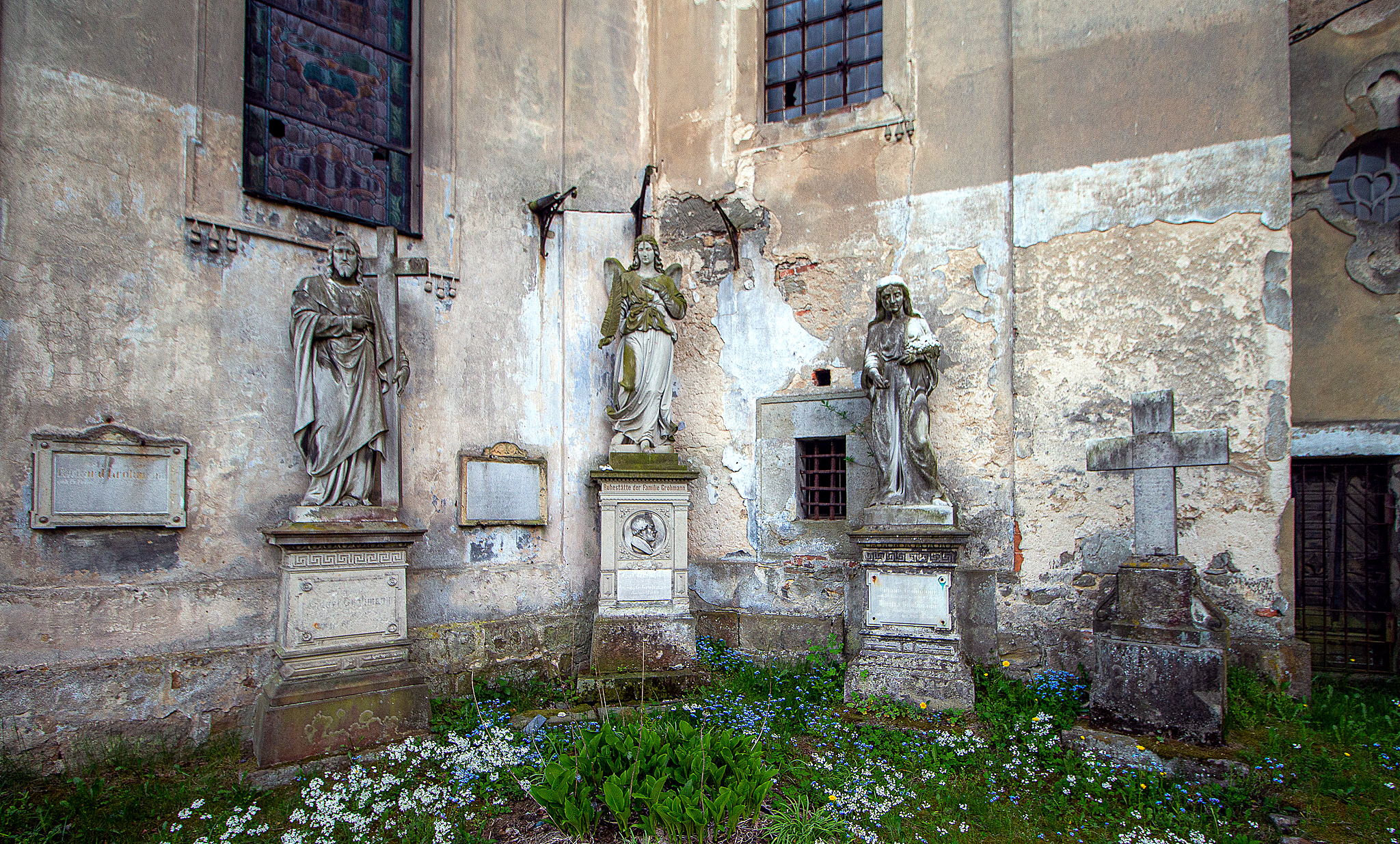
Náhrobky rodiny Grohmannovy u zdi kostela v Lindavě

Nový kostel byl v obci Lindava postaven v letech 1699 až 1702 vedle starého dřevěného z období kolem roku 1500. Kostel byl dlouho bez věže, ke zvonění a také jako hřbitovní kaple se zprvu používala dřevěná věž původního kostela. Roku 1714 byla na nové stavbě postavena nevelká věžička pro zvony. V roce 1859 ji nahradila nová, 30 metrů vysoká věž a stará byla zbořena. O 8 let dříve byla ke kostelu přistavěna na západní straně obdélná předsíňka.
Od roku 1958 je kostel zapsán v celostátním seznamu kulturních památek pod číslem 38114/5-3087.

## Interiér
Zařízení kostela je novobarokní, pochází většinou z 19. století. Kostel byl několikrát vykraden. Varhany jsou z roku 1934 od firmy Rieger z Krnova. Ve věži kostela se zachoval nejstarší zvon celé litoměřické diecéze, byl vyroben v roce 1419. 
V kostele jsou čtyři oltáře, hlavní pseudobarokní je z roku 1898.

## Využívání
Bohoslužby jsou zde jen ojediněle knězem ze Cvikova, z tamní farnosti.